# Herman III av Brandenburg
Herman III av Brandenburg, kallad Herman "den långe", född omkring 1275, död 1 februari 1308 vid belägringen av  Eldenburg nära Lübz, var medregerande markgreve av Brandenburg till sin kusin Otto IV av Brandenburg, som markgreve av Brandenburg-Salzwedel, och greve av Henneberg som herre till Coburg.

## Biografi
Herman III var son till Otto V av Brandenburg och Judit av Henneberg. 1299 efterträdde han sin far som medregent i Brandenburg, under släktingen Otto IV:s ledning. Han blev efter svågern hertig Bolko I av Schweidnitz död 1301 förmyndare åt dennes barn.
Han stupade under Markgrevekriget vid belägringen av Eldenburg nära Lübz 1 februari 1308 och begravdes i Kloster Lehnin.

## Familj
Herman gifte sig 1295 med Anna av Habsburg (1280–1327), dotter till Albrekt I av Habsburg. Paret fick följande barn:
- Judit av Brandenburg-Salzwedel (omkr. 1301–1353), arvtagerska till Coburg, gift med greve Henrik VIII av Henneberg-Schleusingen (död 1347)
- Johan V (1302–1317), markgreve av Brandenburg-Salzwedel
- Matilda (död 1323), arvtagerska till Niederlausitz, gift med hertig Henrik IV av Glogau (död 1342)
- Agnes (omkr. 1298–1334), arvtagerska till Altmark, gift med markgreve Valdemar av Brandenburg (1281–1319) och i andra äktenskapet 1319 med hertig Otto av Braunschweig-Lüneburg (1290–1344).